# Pauesia antennata
Pauesia antennata är en stekelart som först beskrevs av Mukerji 1950.  Pauesia antennata ingår i släktet Pauesia och familjen bracksteklar. Inga underarter finns listade i Catalogue of Life.